# Лобач, Елена Андреевна
Елена Андреевна Лобач (13 декабря 1932, с. Никольская Арчада, Каменского района, Средневолжский край, СССР, 27 июля 2009) — доярка совхоза «Панкратовский» Пензенского района Пензенской области, Герой Социалистического Труда (1973).

## Биография
Родилась 13 декабря 1932 года в селе Никольская Арчада Каменского района Средневолжского края (ныне Пензенской области).
Окончила начальную школу. В 1946 году устроилась в колхоз в родном селе, в 1951 году перешла работать дояркой в совхоз «Хопер» Колышлейского района, а в марте 1959 года — в совхоз «Панкратовский» (с 1977 года — «Магистральный») Пензенского района. В 1961 году вступила в КПСС. Инициатор движения доярок области за получение надоев молока в 5000 килограмм от каждой коровы за год.
Указом Президиума Верховного Совета СССР от 6 сентября 1973 года «за большие успехи, достигнутые во Всесоюзном социалистическом соревновании и проявленную трудовую доблесть в выполнении принятых обязательств по увеличению производства и заготовок продуктов животноводства в зимний период 1972—1973 годов» удостоена звания Героя Социалистического Труда с вручением ордена Ленина и золотой медали «Серп и Молот».
В 1977 году совхоз «Панкратовский» был разделен на несколько частей (разукрупнён), и Елена Андреевна работала дояркой в совхозе «Магистральный» Пензенского района. В этом же году она получила рекордный надой на одну корову — 7120 килограммов. В 1978 году ей был вручен Диплом почёта ВДНХ СССР с вручением автомобиля «Москвич».
В 1987 году достигла пенсионного возраста, но некоторое время продолжала работать. Живёт в селе Богословка Пензенского района.
Делегат XXVI съезда КПСС (1981). Награждена 2 орденами Ленина (06.09.1973, 1981), орденом Октябрьской Революции (1976), медалями. Для мастеров машинного доения Пензенской области учреждён приз имени Е. А. Лобач.